# رائد عودة
رائد عودة (1971- ) مخرج وممثل أردني من مواليد مدينة المفرق.

## حياته
عمل مخرجاً تلفزيونياً، ورئيساً لفرقة المفرق المسرحية والموسيقية التي أسسها، وعمل في المسرح ممثلاً ومخرجاً منذ عام 1992. درس التمثيل والإخراج في جامعة اليرموك وتخرج سنة 1997. حاز جوائز عدة في التمثيل والإخراج المسرحي.
شارك في العديد من المهرجانات المسرحية، منها:
- مهرجان القاهرة للمسرح التجريبي (تسع دورات).
- مهرجان قرطاج المسرحي (دورتان).
- مهرجان سوسة/ تونس (دورتان).
- مهرجان المسرح العربي في بغداد (دورة واحدة).

شارك بالعديد من المسرحيات الأردنية، والعربية أبرزها مسرحية (كاليجولا)، ومن أعماله التلفزيونية (مسلسل أيام السراب، ومسلسل حب في الهايد بارك).

## أعماله
اخرج العديد من المسرحيات أبرزها مسرحية كاليجولا
ومثل بعدة مسرحيات أبرزها مكبث في دور البطولة
عمل كممثل مع العديد من المخرجين المسرحيين، امثال حكيم حرب ومجد القصص وعبد الكريم الجراح ومحمد خير الرفاعي وحسين نافع وغيرهم
وعمل في الإخراج التلفزيوني منذ عام 2008 في مسلسل الرحيل.

### في الإخراج
| - الرحيل - حب في الهايد بارك - حكم وامثال - دبابيس زعل وخضرا | - بيارق العربا - من الآخر - كلام الناس - أيام السراب |

### في التمثيل
| - حارة أبو عواد - الدرب الطويل - السقاية - شو هالحكي - الطريق إلى كابل - آخر أيام اليمامة | - الطريق الوعر - مدرسة بهجت - دعاء على ابواب جهنم - سلطانه - بيارق العربا |

## وصلات خارجية
- رائد عودة على موقع السينما كوم